# Пондероза-Пайнс (Монтана)
Пондероза-Пайнс (англ. Ponderosa Pines) — переписна місцевість (CDP) в США, в окрузі Ґаллатін штату Монтана. Населення — 665 осіб (2020).

## Географія
Пондероза-Пайнс розташована за координатами 46°1′56″ пн. ш. 111°22′2″ зх. д. / 46.03222° пн. ш. 111.36722° зх. д. (46.032146, -111.367092).  За даними Бюро перепису населення США в 2010 році переписна місцевість мала площу 102,33 км², з яких 102,30 км² — суходіл та 0,03 км² — водойми.

## Демографія
Згідно з переписом 2010 року, у переписній місцевості мешкало 336 осіб у 132 домогосподарствах у складі 95 родин. Густота населення становила 3 особи/км².  Було 188 помешкань (2/км²).
Расовий склад населення:
| - 96,4 % — білих - 0,6 % — корінних американців - 0,6 % — азіатів |

До двох чи більше рас належало 2,4 %. Частка іспаномовних становила 1,5 % від усіх жителів.
За віковим діапазоном населення розподілялося таким чином: 24,4 % — особи молодші 18 років, 67,9 % — особи у віці 18—64 років, 7,7 % — особи у віці 65 років та старші. Медіана віку мешканця становила 42,5 року. На 100 осіб жіночої статі у переписній місцевості припадало 110,0 чоловіків;  на 100 жінок у віці від 18 років та старших — 120,9 чоловіків також старших 18 років.
Середній дохід на одне домашнє господарство  становив 59 586 доларів США (медіана — 52 222), а середній дохід на одну сім'ю — 57 977 доларів (медіана — 50 139). Медіана доходів становила 40 250 доларів для чоловіків та 34 167 доларів для жінок. За межею бідності перебувало 2,4 % осіб, у тому числі 0,0 % дітей у віці до 18 років та 0,0 % осіб у віці 65 років та старших.
Цивільне працевлаштоване населення становило 242 особи. Основні галузі зайнятості: публічна адміністрація — 19,8 %, сільське господарство, лісництво, риболовля — 13,6 %, будівництво — 12,4 %, науковці, спеціалісти, менеджери — 12,0 %.